# AOA Black
AOA Black là một nhóm nhỏ của nhóm nhạc nữ Hàn Quốc AOA, được thành lập bởi hãng giải trí FNC Entertainment vào năm 2013. Hiện tại nhóm bao gồm ba thành viên AOA: Jimin, Yuna, Mina và cựu thành viên Youkyung với tư cách là thành viên khách mời. Youkyung rời khỏi công ty của nhóm vào tháng 10 năm 2016, nhưng cô vẫn là một phần của nhóm với tư cách là thành viên khách mời. Choa rời nhóm và nhóm phụ vào ngày 30 tháng 6 năm 2017. Nhóm đáng chú ý với album đầu tay, "Moya".

## Lịch sử
Đầu năm 2013, FNC Entertainment đã chính thức công bố thành lập nhóm nhỏ. Đầu tháng 7 cùng năm, hãng bắt đầu giới thiệu teasers của các thành viên trong lần ra mắt sắp tới.
Album đơn đầu tay của họ, "Moya", được phát hành vào ngày 26 tháng 7 năm 2013. Doanh số bán lên tới 171.475+ với doanh số physical CD ở mức 2.692+ theo Bảng xếp hạng Âm nhạc Gaon.
AOA Black đã xuất hiện lần đầu tiên trong lần phát sóng ngày 10 tháng 10 của Music Triangle của KM và lần đầu tiên thực hiện phiên bản ban nhạc "Get Out". Ban nhạc xuất hiện lần thứ hai trong chương trình phát sóng Music Bank ngày 12 tháng 10.
Trong một cuộc phỏng vấn được thực hiện bởi FNC vào tháng 1 năm 2016, có thông báo rằng nhóm rất có thể sẽ có sự trở lại.
Ngày 15 tháng 10 năm 2016, Youkyung rời khỏi nhóm sau khi kết thúc hợp đồng của mình với công ty quản lý.
Vào ngày 22 tháng 6 năm 2017, Choa tuyên bố rời khỏi AOA. FNC Entertainment sau đó đã bác bỏ tuyên bố này. Ngày 30 tháng 6, họ xác nhận Choa rời nhóm.
Ngày 13 tháng 5 năm 2019, FNC Entertainment thông báo Mina quyết định không tái ký hợp đồng với công ty và rời AOA để theo đuổi con đường riêng.
Vào ngày 4 tháng 7 năm 2020, Jimin thông báo rời khỏi AOA và làng giải trí, đồng thời giải nghệ vì vụ bê bối bắt nạt thành viên cùng nhóm Mina.
Ngày 1 tháng 1 năm 2021, FNC Entertainment thông báo Yuna quyết định không tái ký hợp đồng với công ty và rời AOA sau khoảng 8 năm gắn bó.

## Danh sách đĩa nhạc
| Tiêu đề                                                                                     | Năm  | Vị trí biểu đồ đỉnh | Vị trí biểu đồ đỉnh | Album |
| Tiêu đề                                                                                     | Năm  | KOR Gaon            | KOR Hot 100         | Album |
| ------------------------------------------------------------------------------------------- | ---- | ------------------- | ------------------- | ----- |
| "Moya"                                                                                      | 2013 | 33                  | 21                  | Moya  |
| "—" biểu thị các bản phát hành không có biểu đồ hoặc không được phát hành trong khu vực đó. |      |                     |                     |       |